# Igreja de Nossa Senhora das Graças (Castelo Branco)
A Igreja de Nossa Senhora das Graças, também referida por Igreja da Graça e Igreja da Santa Casa da Misericórdia de Castelo Branco, é uma parte integrante do Convento da Graça em Castelo Branco.

## História
Rodrigo Rebelo, oriundo de Castelo Branco, determinou que com os seus bens se construísse um convento no lugar de Mércoles, onde havia já um antigo culto e veneração à Virgem Maria; determinou também que com os seus bens se devia dotar o convento com rendas suficientes para sustentar seis frades. 
No entanto, a irmã e testamenteira não respeitou a sua última vontade e terá tentado apoderar-se do dinheiro do irmão. Passado alguns anos construiu apenas uma pequena capela; a capela, que tinha seis pequenas celas e que construíu junto à entrada norte de Castelo Branco, no lugar do actual Convento e não no lugar de Mércoles, e cujo padroado pertenceu aos descendentes da filha, ficou conhecida com o nome de conventinho e foi, em 1519 e de acordo com as disposições de Rodrigo Rebelo, ocupado por religiosos. A sua irmã escolheu atribuir o conventinho aos religiosos da Ordem de São Francisco, para que os religiosos não pudessem reclamar o legado de Rodrigo Rebelo - e Maria Rebelo sabia que os Franciscanos nunca o fariam por determinação da sua Regra. Efectivamente, os religiosos de S. Francisco nunca reclamaram o legado de Rodrigo Rebelo e quando souberam do legado escolheram abandonar o local, deixando o conventinho ao abandono.
Porém, após cinco anos ao abandono, por Alvará Real, D. João III ordenou então ao Ouvidor do Mestrado da Ordem de Cristo de Castelo Branco, Sebastiao da Fonseca, que desse posse do conventinho aos religiosos da Ordem de Santo Agostinho e que se lhes entregasse o testamento de Rodrigo Rebelo para que requeressem o que lhes era devido.
“Lc.do bastião da fonseca eu el rey vos envyo munto saudar. Ei por bem e vois mando pello assi sentir por serviço de Deus e meu, que tanto que vos esta for dada deis e entregueis ao provincial da hordem de Santo Agostinho destes reinos o mosteiro novo que se fez ma Vylla de Castello Bramquo com todas as cousas que ha dita casa pertencem. E assi lhe fareis dar e entregarho treslado do testam.o de R.o rabelo que ho dito mosteiro mandou fazer: para requererem há execução delle a quem pertencer há cerca das missas e de qualquer outra cousa que ho dito R.o rabelo na dita caza mandou que se fisesse por sua allma. Por tanto hei por serviço de Deus há dita caza ser dada ha dita hordem por aver poucas della nestes reynos: cumprio assi. Escrita em almeirim a quinze dias de nobr.o, ante.o pais o fez anno de mil e quinhentos e binte Simquo”— Alvará de D. João III
Depois de cumprido o alvará, em 1526, sendo o prior da província de Portugal da Ordem dos Ermitas de Santo Agostinho, o Reverendo Padre Frei André Torneiro, os religiosos da Ordem de Santo Agostinho, também conhecidos por Gracianos por terem a sua sede no convento da Gaça em Lisboa, tomaram posse. Em Castelo Branco o convento da Ordem recebeu igualmente a invocação de Nossa Senhora das Graças.

## Igreja
Da Igreja primitiva, o conventinho, é muito possível que apenas reste o pórtico (a porta de entrada, em estilo manuelino, com o escudo de armas da família Rebelo, e uma lápide em latim), pois o seu interior parece ser da mesma época do resto do actual convento, de arquitectura e estilo mais modernos.

Ao lado da porta da Igreja encontra-se uma inscrição referente aos fundadores.
A Igreja da Graça é uma Igreja-salão com características do estilo chão. 

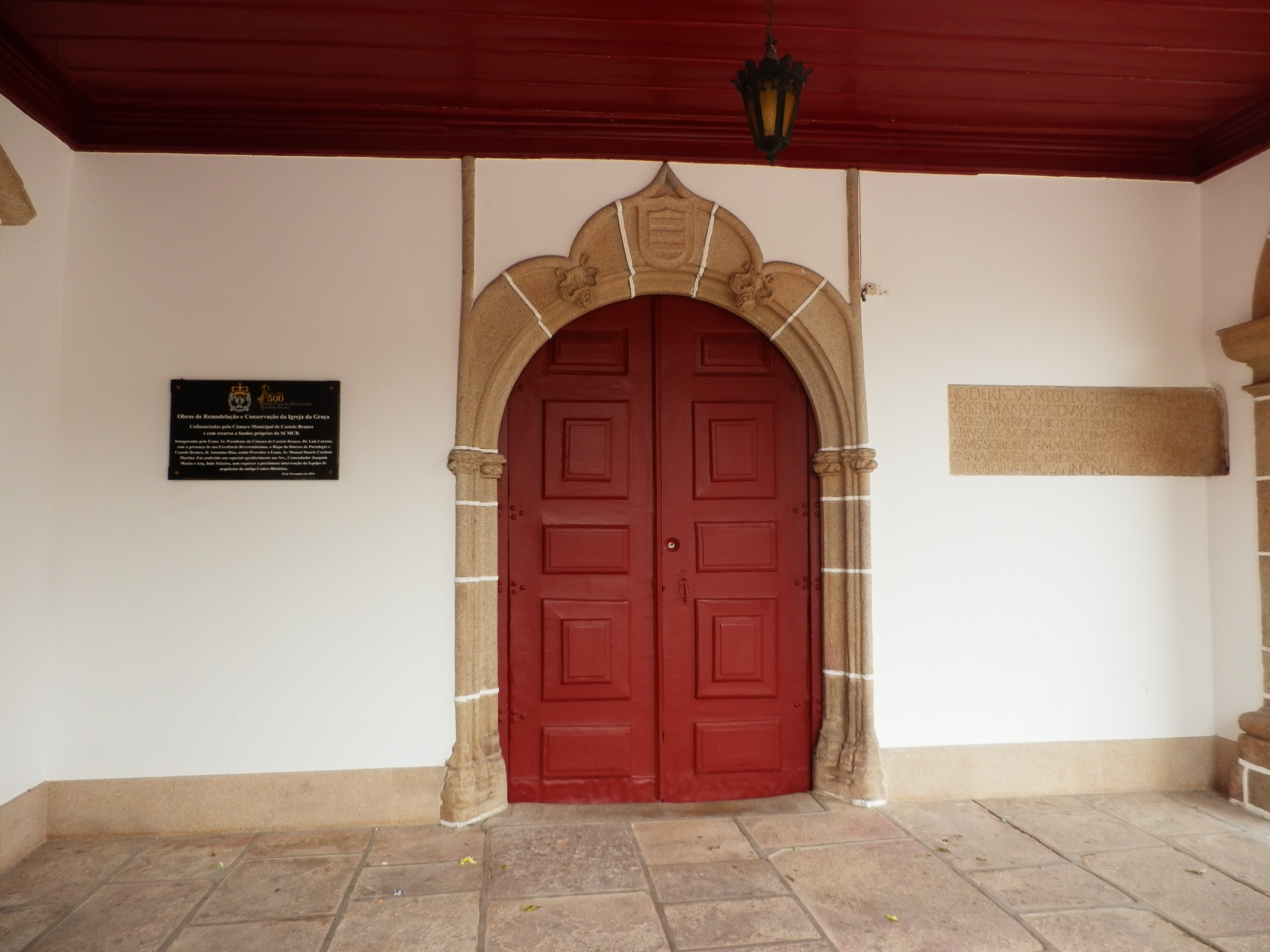
Porta de entrada